# ファラヴァハル

ファラヴァハル

ペルセポリスのファラヴァハルの浮彫。

ファラヴァハル（Faravahar、ペルシア語: فروهر）は、イランとイスラーム教徒のペルシア征服以前のイランの主要宗教であるゾロアスター教、イランのナショナリズムにおける最もよく知られたシンボルの一つ。ファラヴァハルが象徴するものには様々な解釈があるが、普遍的なコンセンサスは得られていない。

## ギャラリー

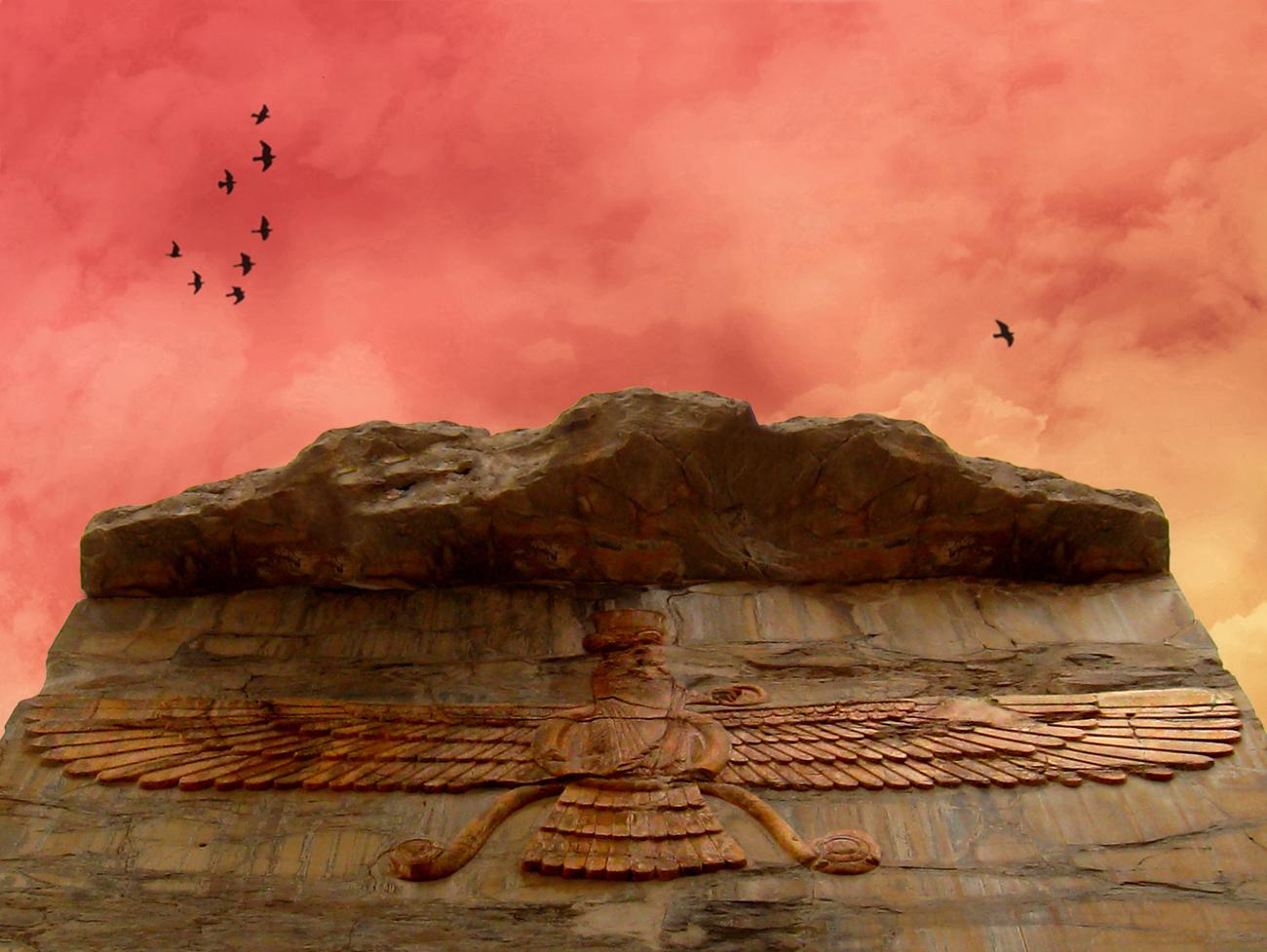
イラン、ペルセポリス
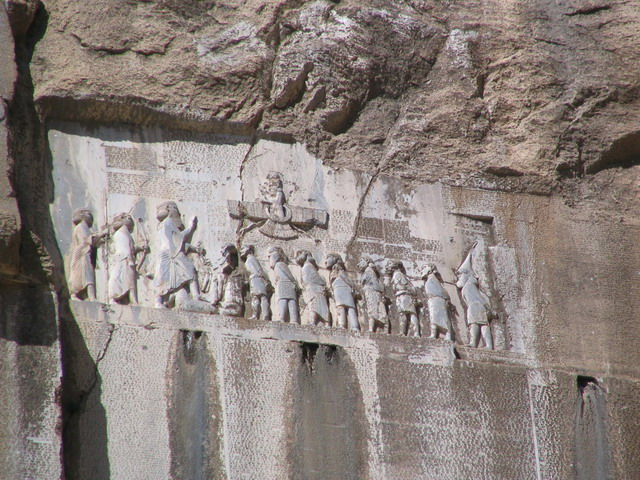
ベヒストゥン碑文のファラヴァハル。
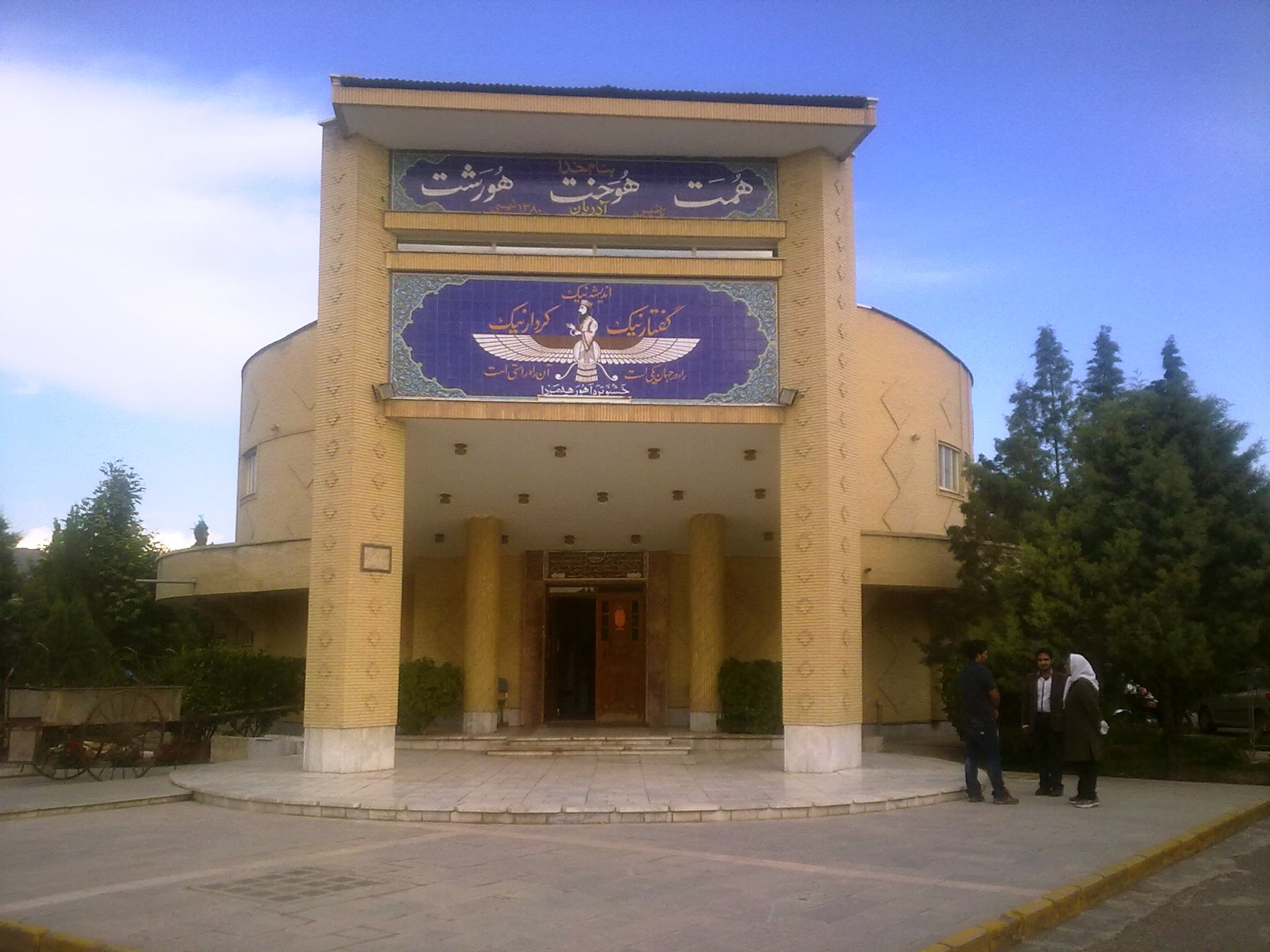
ケルマーンのゾロアスター教博物館。
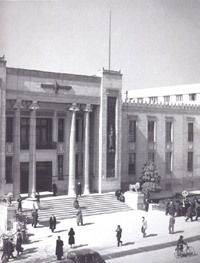
イラン国立銀行のファラヴァハル(1946年)
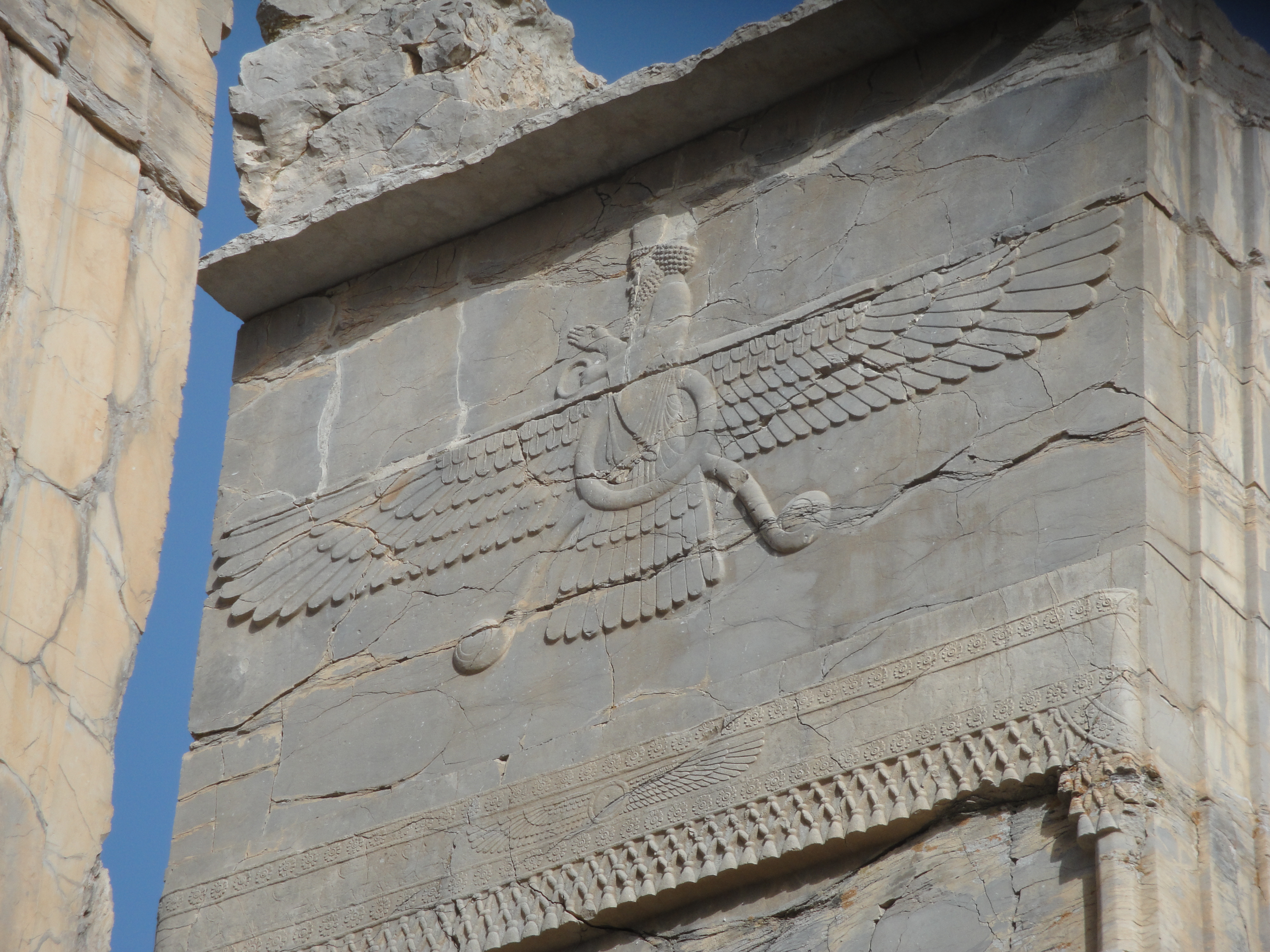
ペルセポリスのファラヴァハル。
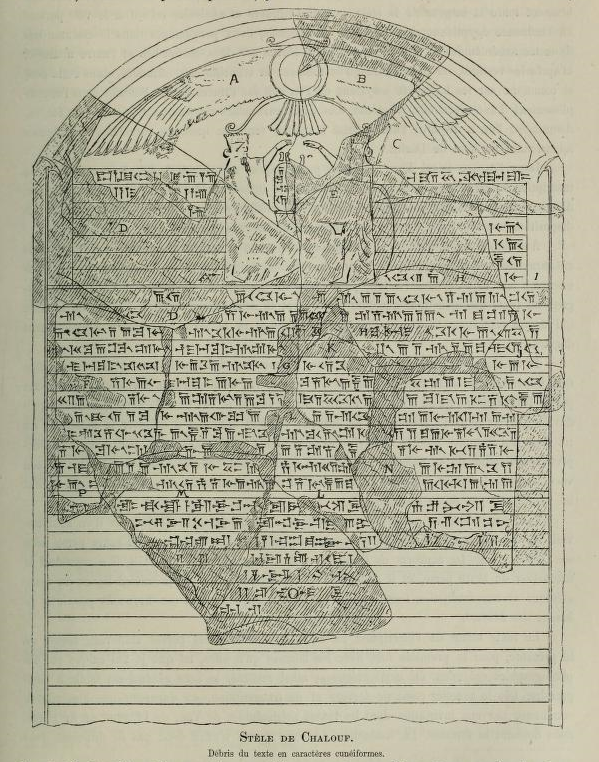
碑文のファラヴァハル。
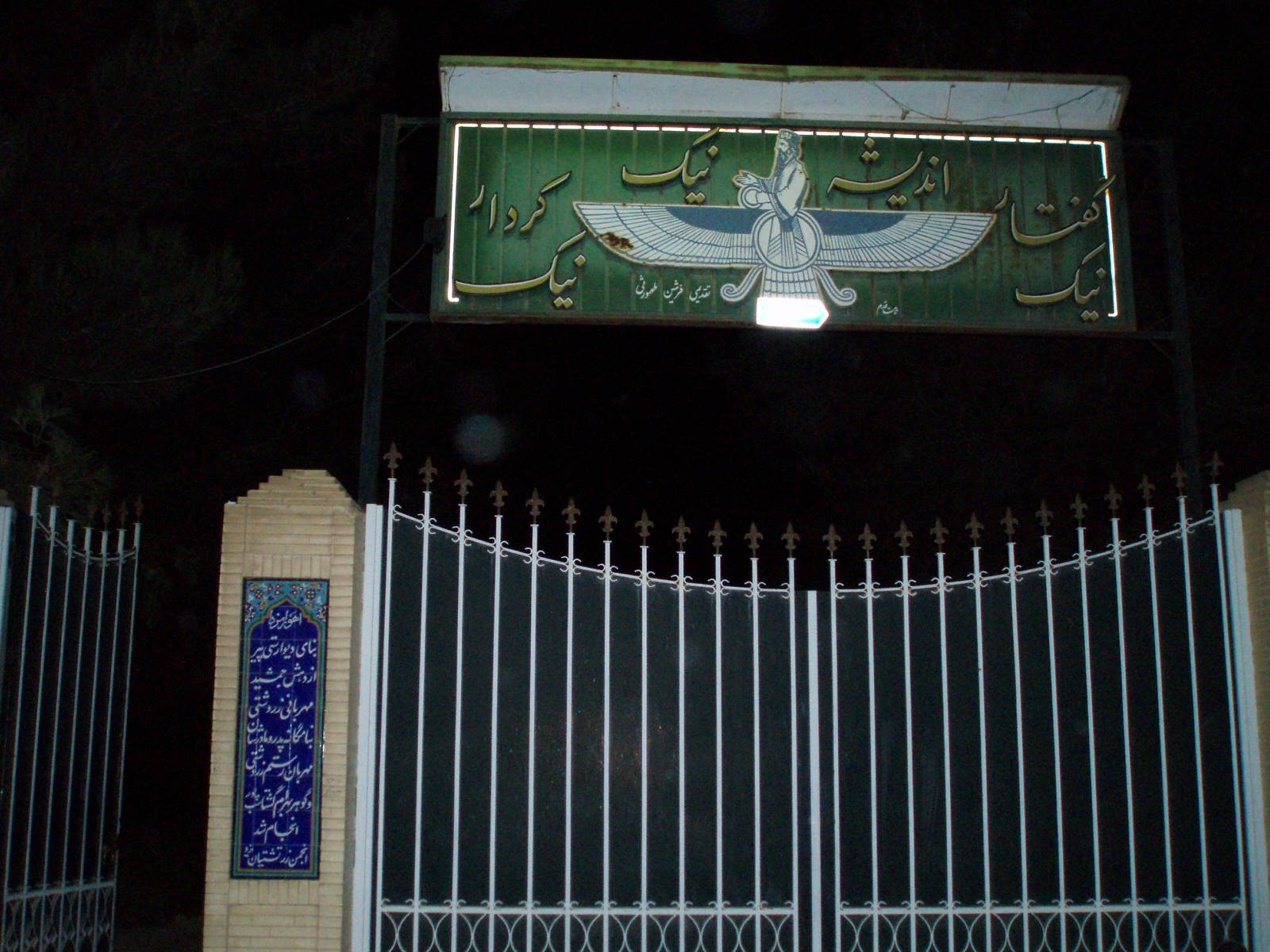
ゾロアスター教寺院の門に掲げられたファラヴァハル。
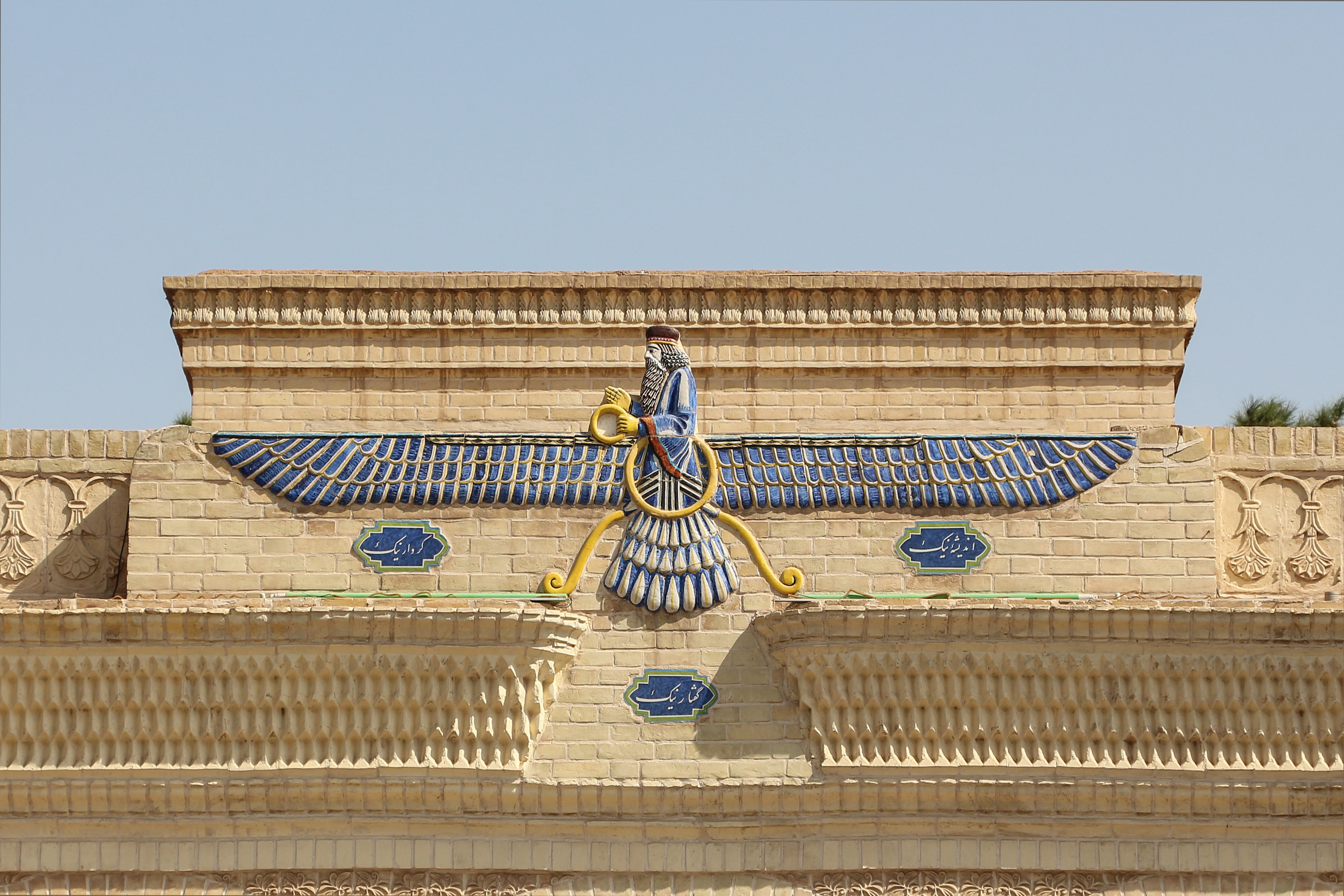
ヤズドの拝火神殿のファラヴァハル。